# سارا سرائیوکو
سارا سرائیوکو (ایتالیایی: Sara Serraiocco؛ زادهٔ ۱۳ اوت ۱۹۹۰) بازیگر اهل ایتالیا است. وی از سنین پایین به رقص و سینما علاقه‌مند شد و در ابتدا به‌عنوان معلم رقص فعالیت می‌کرد، پیش از آن‌که به بازیگری روی بیاورد. او در مرکز تجربی سینما (مدرسه ملی فیلم ایتالیا) تحصیل کرد.
از فیلم‌ها یا برنامه‌های تلویزیونی که وی در آن نقش داشته‌است، می‌توان به همتا، ورمیلیو و ارباب مورچه‌ها اشاره کرد.